# Nikolaus Stenberg
Jonas Nikolaus Stenberg, född den 14 mars 1929 i Jukkasjärvi församling, död den 14 maj 2004 där, var en samisk renskötare och politiker. Han var ordförande för Svenska Samernas Riksförbund 1977−1990 och satt även tre mandatperioder i sametinget.

## Biografi
Nikolaus Stenberg växte upp i en renskötarfamilj i Laevas sameby och genomgick nomadskola. Han efterträdde sin far och svärfar som ordningsman i samebyn och blev byns förste ordförande sedan 1971 års rennäringslag trätt i kraft. Efter många år som aktiv i Svenska Samernas Riksförbund blev han 1977 dess ordförande, en post som han innehade till 1990. Under Stenbergs tid som ordförande avgjorde Högsta domstolen det stora Skattefjällsmålet om äganderätten till ett antal fjäll som brukats för renbete. Han representerade också samerna i Samerättsutredningen som tillsattes 1982 och lämnade sitt slutbetänkande 1990.
Under tre mandatperioder var Nikolaus Stenberg representant för Samelandspartiet i det svenska sametinget. Han innehade också förtroendeuppdrag i bland annat rennäringsdelegationen för Norrbottens län, Samefonden och Lantbruksstyrelsens styrelse.